# Onciale 095
L'Onciale 095 (numerazione Gregory-Aland; "α 1002" nella numerazione Soden), è un codice manoscritto onciale del Nuovo Testamento, in lingua greca, datato paleograficamente all'VIII secolo.

## Descrizione
Il codice è composto da uno spesso foglio di pergamena di 280 per 190 mm, contenenti brani il testo degli Atti degli Apostoli (2,45-3,8). Il testo è su una sola colonna per pagina e 21 linee per colonna.

### Critica testuale
Il testo del codice è rappresentativo del tipo testuale alessandrino. Kurt Aland lo ha collocato nella Categoria III.

## Storia
Il codice è conservato alla Biblioteca nazionale russa (Gr. 17) a San Pietroburgo.